# چوپان مزدور
چوپان مزدور (انگلیسی: The Hireling Shepherd) یک نقاشی از نقاش هنرمند و یکی از بنیان‌گذاران انجمن برادری پیشارافائلی ویلیام هولمن هانت می‌باشد که به سال ۱۸۵۱ طرح گردید. این نقاشی نشانگر غفلت یک چوپان گله است که احشام خود را به خاطر مغازله با یک دختر زیبا رها کرده، 
در دست وی یک قوش‌بیدهای کله مرگ مرده قرار دارد که به ظاهر در حال نشان دادن آن به دخترک است، معنای این حرکت تصویر شدهٔ چوپان بسیار مورد بحث منتقدان است، هولمن این نقاشی را زمانی طرح کرد که میان او و جان اورت میلی همکاری نزدیکی وجود داشت، اورت میلی در همان زمان و همان منطقهٔ ساری در حال طراحی نقاشی مشهور خودش به نام اوفلیا بود. هر دو نقاشی طرح شده توسط این نقاشان نمایانگر و تجسم کنندهٔ صحنه‌های ساده و روستایی انگلیسی می‌باشد، بی‌گناهی، که به ظرافت نقض شده، همان چیزی است که عمیقاً باعث تهدید هماهنگی مختل شدهٔ طبیعت است.
در نقاشی هانت، چوپان، گلهٔ خود را که اطراف یک چشمه در مزرعهٔ گندم سرگردان است نادیده می‌گیرد، این نقض مرزها که توسط نفوذ فیزیکی چوپان به حریم شخصی زن جوان شکسته می‌شود یک راه مبهم است که پیش‌روی قضاوت‌کننده قرار گرفته و طرح شده از ذهنیت نقاش است، دانستن پاسخ برای آن بسیار دشوار و با تردید همراه است.